# Крузе, Иоганн
Иоганн Секундус Крузе (нем. Johann Secundus Kruse; 22 марта 1859, Мельбурн — 14 октября 1927, Лондон) — немецко-британский скрипач австралийского происхождения, по национальности немец.

## Биография
С 1871 года выступал с концертами, организованными в немецких музыкальных обществах Австралии. В 1875 году по подписке среди немецких любителей музыки в Австралии были собраны деньги для того, чтобы отправить Крузе для обучения в Европу. Он поступил в Берлинскую высшую школу музыки в класс Йозефа Иоахима и вскоре стал одним из его лучших учеников, а затем занял пульт концертмейстера в Берлинском филармоническом оркестре. Летом 1885 года провёл расширенный гастрольный тур по своей родной стране (в некоторых концертах участвовала также знаменитая певица Нелли Мельба), после чего до 1891 года преподавал вместе с Иоахимом в Берлинской Высшей школе музыки. Затем Крузе был концертмейстером филармонического оркестра в Бремене, но 1895 году в ходе реорганизации оркестра у него возник конфликт с дирижёром Максом Эрдмансдёрфером, в результате которого оба музыканта покинули Бремен. Крузе вернулся в Берлин и занял пульт второй скрипки в Квартете Иоахима.
В 1897 году Крузе покинул Германию и обосновался в Лондоне. Здесь он основал собственный квартет (среди его участников был виолончелист Херберт Уоленн), давал концерты как солист, провёл серию концертов с дирижёром Феликсом Вайнгартнером в 1902 году и Бетховенский фестиваль в 1903 году. Он также вёл педагогическую деятельность. Первая мировая война, в связи с германским происхождением Крузе, отрицательно сказалась на его карьере, однако в 1920-е годы он восстановил свои позиции и в 1926 году вновь собрал квартетный состав, вызвавший критический резонанс циклом концертов из произведений Гайдна, Моцарта и Бетховена.